# German Bowl XXXIII
Der German Bowl XXXIII war die 33. Ausgabe des German-Bowl-Endspiels der höchsten deutschen Footballliga, der German Football League (GFL). Am 8. Oktober 2011 standen sich die Finalisten in der MDCC-Arena in Magdeburg gegenüber.
Qualifiziert hatten sich am 24. September die Schwäbisch Hall Unicorns mit einem 47:21-Heimsieg über die Mönchengladbach Mavericks, sowie am 25. die Kiel Baltic Hurricanes mit einem 45:21-Heimsieg gegen die Düsseldorf Panther.
Das Spiel endete 48:44 für die Schwäbisch Hall Unicorns, die in der letzten Spielsekunde in ihrer Endzone einen Pass abwehren konnten.

## Scoreboard
| German Bowl XXXIII       | German Bowl XXXIII       | German Bowl XXXIII | German Bowl XXXIII | German Bowl XXXIII | German Bowl XXXIII | German Bowl XXXIII |
| ------------------------ | ------------------------ | ------------------ | ------------------ | ------------------ | ------------------ | ------------------ |
| Team                     | Team                     | ENDSTAND           | Quarter 1          | Quarter 2          | Quarter 3          | Quarter 4          |
| Schwäbisch Hall Unicorns | Schwäbisch Hall Unicorns | 48                 | 14                 | 6                  | 6                  | 22                 |
| Kiel Baltic Hurricanes   | Kiel Baltic Hurricanes   | 44                 | 7                  | 13                 | 7                  | 17                 |

## Spielverlauf
| Unicorns   | Hurricanes | Spieler       | Spielzug                                         | Spielzug                                         | Spielzug                                         | Spielzug                                         |
| ---------- | ---------- | ------------- | ------------------------------------------------ | ------------------------------------------------ | ------------------------------------------------ | ------------------------------------------------ |
| 1. Quarter |            |               |                                                  |                                                  |                                                  |                                                  |
| 7          | 0          | F. Brenner    | 26yd-Pass von A. Boehme (PAT C.Devincentis)      | 26yd-Pass von A. Boehme (PAT C.Devincentis)      | 26yd-Pass von A. Boehme (PAT C.Devincentis)      | 26yd-Pass von A. Boehme (PAT C.Devincentis)      |
| 7          | 7          | P. Dohrendorf | 20yd-Pass von J. Welsh (PAT J. Dohrendorf)       | 20yd-Pass von J. Welsh (PAT J. Dohrendorf)       | 20yd-Pass von J. Welsh (PAT J. Dohrendorf)       | 20yd-Pass von J. Welsh (PAT J. Dohrendorf)       |
| 14         | 7          | D. Thornhill  | 20yd-Lauf (PAT C.Devincentis)                    | 20yd-Lauf (PAT C.Devincentis)                    | 20yd-Lauf (PAT C.Devincentis)                    | 20yd-Lauf (PAT C.Devincentis)                    |
| 2. Quarter |            |               |                                                  |                                                  |                                                  |                                                  |
| 14         | 14         | A. Love       | 1yd-Pass von J. Welsh (PAT J. Dohrendorf)        | 1yd-Pass von J. Welsh (PAT J. Dohrendorf)        | 1yd-Pass von J. Welsh (PAT J. Dohrendorf)        | 1yd-Pass von J. Welsh (PAT J. Dohrendorf)        |
| 20         | 14         | D. Thornhill  | 28yd-Lauf (PAT geblockt)                         | 28yd-Lauf (PAT geblockt)                         | 28yd-Lauf (PAT geblockt)                         | 28yd-Lauf (PAT geblockt)                         |
| 20         | 20         | A. Love       | 18yd-Pass von J. Welsh (PAT verschossen)         | 18yd-Pass von J. Welsh (PAT verschossen)         | 18yd-Pass von J. Welsh (PAT verschossen)         | 18yd-Pass von J. Welsh (PAT verschossen)         |
| 3. Quarter |            |               |                                                  |                                                  |                                                  |                                                  |
| 20         | 27         | A. Love       | 17yd-Pass von J. Welsh (PAT J. Dohrendorf)       | 17yd-Pass von J. Welsh (PAT J. Dohrendorf)       | 17yd-Pass von J. Welsh (PAT J. Dohrendorf)       | 17yd-Pass von J. Welsh (PAT J. Dohrendorf)       |
| 26         | 27         | J. Brenner    | 13yd-Pass von A. Boehme (PAT verschossen)        | 13yd-Pass von A. Boehme (PAT verschossen)        | 13yd-Pass von A. Boehme (PAT verschossen)        | 13yd-Pass von A. Boehme (PAT verschossen)        |
| 4. Quarter |            |               |                                                  |                                                  |                                                  |                                                  |
| 26         | 30         | J. Dohrendorf | 24yd-Fieldgoal                                   | 24yd-Fieldgoal                                   | 24yd-Fieldgoal                                   | 24yd-Fieldgoal                                   |
| 33         | 30         | F. Brenner    | 36yd-Pass von D. Thornhill (PAT C. Devincentis)  | 36yd-Pass von D. Thornhill (PAT C. Devincentis)  | 36yd-Pass von D. Thornhill (PAT C. Devincentis)  | 36yd-Pass von D. Thornhill (PAT C. Devincentis)  |
| 33         | 37         | T. Gross      | 55yd-Pass von J. Welsh (PAT J. Dohrendorf)       | 55yd-Pass von J. Welsh (PAT J. Dohrendorf)       | 55yd-Pass von J. Welsh (PAT J. Dohrendorf)       | 55yd-Pass von J. Welsh (PAT J. Dohrendorf)       |
| 41         | 37         | J. Joslin     | 36yd-Pass von A. Boehme (Conv. A. Boehme - Lauf) | 36yd-Pass von A. Boehme (Conv. A. Boehme - Lauf) | 36yd-Pass von A. Boehme (Conv. A. Boehme - Lauf) | 36yd-Pass von A. Boehme (Conv. A. Boehme - Lauf) |
| 41         | 44         | A. Love       | 15yd-Pass von J. Welsh (PAT J. Dohrendorf)       | 15yd-Pass von J. Welsh (PAT J. Dohrendorf)       | 15yd-Pass von J. Welsh (PAT J. Dohrendorf)       | 15yd-Pass von J. Welsh (PAT J. Dohrendorf)       |
| 48         | 44         | A. Boehme     | 8yd-Lauf (PAT C. Devincentis)                    | 8yd-Lauf (PAT C. Devincentis)                    | 8yd-Lauf (PAT C. Devincentis)                    | 8yd-Lauf (PAT C. Devincentis)                    |

## Statistik

### Passing
| Unicorns     | Cmp-Att-INT | Yds | TD | Long | Sack | Hurricanes | Cmp-Att-INT | Yds | TD | Long | Sack |
| ------------ | ----------- | --- | -- | ---- | ---- | ---------- | ----------- | --- | -- | ---- | ---- |
| A. Boehme    | 18-28-2     | 230 | 3  | 36   | 1    | J. Welsh   | 28-43-0     | 400 | 6  | 55   | 1    |
| J. Joslin    | 2-2-0       | 53  | 0  | 27   | 0    |            |             |     |    |      |      |
| D. Thornhill | 1-1-0       | 36  | 1  | 36   | 0    |            |             |     |    |      |      |
| TOTAL        | 21-31-2     | 319 | 4  | 36   | 1    | TOTAL      | 28-43-0     | 400 | 6  | 55   | 1    |

### Rushing
| Unicorns     | No. | Yds | TD | Long | Avg. | Hurricanes | No. | Yds | TD | Long | Avg. |
| ------------ | --- | --- | -- | ---- | ---- | ---------- | --- | --- | -- | ---- | ---- |
| D. Thornhill | 13  | 96  | 2  | 28   | 7.4  | M. Andrew  | 19  | 183 | 0  | 39   | 9.6  |
| A. Boehme    | 10  | 93  | 1  | 20   | 9.3  | J. Welsh   | 1   | -6  | 0  | 0    | -6.0 |
| W. Schander  | 5   | 16  | 0  | 6    | 3.2  |            |     |     |    |      |      |
| B. Rushing   | 2   | 14  | 0  | 8    | 7.0  |            |     |     |    |      |      |
| TOTAL        | 30  | 219 | 3  | 28   | 7.3  | TOTAL      | 20  | 177 | 0  | 39   | 8.9  |

### Receiving
| Unicorns     | No. | Yds | TD | Long | Hurricanes    | No. | Yds | TD | Long |
| ------------ | --- | --- | -- | ---- | ------------- | --- | --- | -- | ---- |
| J. Joslin    | 6   | 88  | 1  | 36   | A. Love       | 14  | 170 | 4  | 36   |
| J. Brenner   | 4   | 51  | 1  | 27   | J. Dohrendorf | 6   | 92  | 0  | 31   |
| F. Brenner   | 3   | 71  | 2  | 36   | T. Gross      | 3   | 88  | 1  | 55   |
| T. Hambalek  | 3   | 36  | 0  | 15   | P. Dohrendorf | 3   | 39  | 1  | 20   |
| D. Thornhill | 2   | 14  | 0  | 13   | H. Heidary    | 1   | 13  | 0  | 13   |
| A. Boehme    | 1   | 26  | 0  | 26   | M. Andrew     | 1   | -2  | 0  | 0    |
| B. Rushing   | 1   | 22  | 0  | 22   |               |     |     |    |      |
| W. Schander  | 1   | 11  | 0  | 11   |               |     |     |    |      |
| TOTAL        | 21  | 319 | 4  | 36   | TOTAL         | 28  | 400 | 6  | 55   |